# Faramea colombiana
Faramea colombiana är en måreväxtart som beskrevs av Charlotte M. Taylor. Faramea colombiana ingår i släktet Faramea och familjen måreväxter.
Artens utbredningsområde är Colombia. Inga underarter finns listade i Catalogue of Life.